# Halle (Bèlgica)
Halle és un municipi belga de la província de Brabant Flamenc a la regió de Flandes. Està compost per les seccions de Halle, Buizingen i Lembeek.

## Persones de Halle
- Walter Baseggio (1978), futbolista
- Etienne Berghmans (1959), músic
- Jozef Cardijn (1882-1967), eclesiàstic
- Franz Colruyt (1901-1958), empresari
- Jo Colruyt ((1928–1994), empresari
- Rik Devillé (1944), sacerdot i activista
- Remi Ghesquiere (1866-1964), organista i compositor
- Bert Roesems (1972), ciclista
- Adrien François Servais (1807-1866), cellist i compositor, del qual es troba una estàtua a la Plaça Major
- Fernand Victor Toussaint van Boelaere (1875-1947), escriptor
- Koen Wauters (1967), cantautor
- Rik Wouters (1956), poeta i historiador